# Hannah Levin
Hannah Levin (auch Khane Levin und weitere Namensformen, ukrainisch Хана Миронівна Левіна Chana Mironiwna Lewina; geboren 3. Mai 1900 in Jekaterinoslaw, Russisches Kaiserreich; gestorben 19. Januar 1969 in Charkiw, Ukrainische SSR) war eine ukrainische Schriftstellerin in jiddischer Sprache.

## Leben
Hannah Levin war eine Tochter eines jüdischen Bestatters. Sie besuchte eine Armenschule und fand Arbeit als Näherin und als Verkäuferin. Ihre Gedichte verfasste sie zunächst in Russisch. Unter dem Einfluss von Lejb Najdus, der sich 1915 in Jekaterinoslaw aufhielt, begann sie in ihrer Muttersprache Jiddisch zu dichten und wurde erstmals im Jahr 1917 im Almanach Kunst-ring in Charkow publiziert. 1918 druckte die von Nochem Schtif herausgegebene jiddischsprachige Zeitung Folksblat in Petrograd Gedichte von ihr. Perez Markisch nahm sie in die 1921 erschienene Anthologie Trep auf.

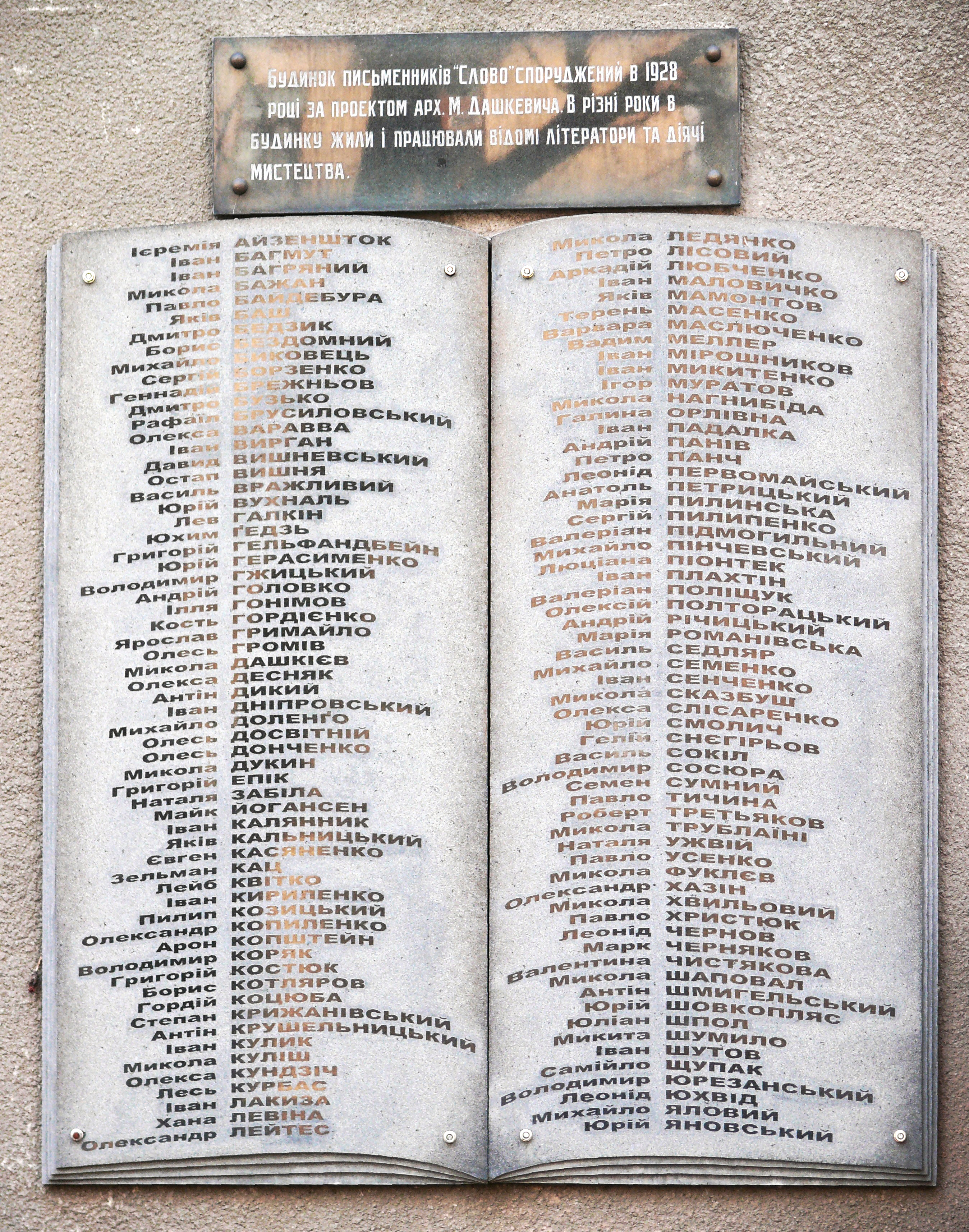
Хана Левіна als Bewohnerin des Slowo (linke Seite, vorletzter Eintrag)

Während des Russischen Bürgerkriegs kämpfte sie in der Roten Armee. Levin absolvierte eine Lehrerausbildung und wurde in Charkow Lehrerin an einer jiddischen Schule. Sie arbeitete später für jiddische Zeitungen und Verlage in Charkow und lebte im staatlichen Künstlerwohnhaus Slowo. Dabei geriet sie in Abhängigkeit vom herrschenden politischen System des Stalinismus, das tatsächliche oder vermeintliche Abweichungen von den politischen Vorgaben mit zunehmendem Terror unterdrückte.
Levin war Mitglied der jiddischen Sektion des ukrainischen Verbandes proletarischer Autoren.
Sie veröffentlichte mehrere Gedichtbände und schrieb auch Kinderliteratur. Ihre Gedichte haben mitunter liedhafte Züge.

## Werke (Auswahl)
- Tsushtayer. 1929
- Shuts : zamlbukh. 1931
- Oyg oyf oyg. 1933
- Kleynikaytn. 1933
- Di yingere fun mir. 1934
- Af der zuniḳer zayṭ. 1936
- A maysele ṿegn a feld-gandz, a lerkhe un a sosliḳ. 1937
- Ṿilyenḳe un Maye. 1937
- Far shṿesṭerlekh un briderlekh : mayselekh un lidelekh. 1939
- In a guṭer sho. 1940
- Eygns. 1941
- Af shrit un trit : dertseylungen. 1943
- Vesinni holosa. 1950 (ukrainisch)
- Tsvey bagegenishn, in: Soweṭiš heimland (1967), 2, S. 68–73 biblio.ub.uni-heidelberg